# إزرائيل غوتيريز
إزرائيل غوتيريز (بالإسبانية: Israel Gutiérrez)‏ (15 يناير 1993 بباتشوكا في المكسيك - ) هو لاعب كرة سلة مكسيكي في مركز الوسط، شارك في بطولة أمم الأمريكتين لكرة السلة 2015 ودورة الألعاب الأمريكية 2015 وبطولة كأس العالم لكرة السلة 2014 وبطولة أمم الأمريكتين لكرة السلة 2017. ولعب مع Halcones Rojos Veracruz ‏.

## وصلات خارجية
- إزرائيل غوتيريز على موقع الاتحاد الدولي لكرة السلة (الإنجليزية)
- إزرائيل غوتيريز على موقع كرة السلة الأوروبية.كوم (الإنجليزية)
- إزرائيل غوتيريز على موقع ريلجم (الإنجليزية)
- إزرائيل غوتيريز على موقع بروبوليرز (الإنجليزية)
- إزرائيل غوتيريز على موقع سبورتس رفرنس (الإنجليزية)